# Kopár
Kopár (ukránul: Росош) település Ukrajnában, Kárpátalján, a Munkácsi járásban.

## Fekvése
Zajgó és Kerecke közt fekvő település

## Története
1910-ben 735 lakosából 8 magyar, 46 német, 681 ruszin volt. Ebből 685 görögkatolikus, 47 izraelita volt.
A trianoni békeszerződés előtt Bereg vármegye Szolyvai járásához tartozott.